# Lucigadus microlepis
Lucigadus microlepis är en fiskart som först beskrevs av Günther, 1878.  Lucigadus microlepis ingår i släktet Lucigadus och familjen skolästfiskar. Inga underarter finns listade i Catalogue of Life.